# BB&T Atlanta Open 2016
BB&T Atlanta Open 2016 — тенісний турнір, що проходив на кортах з твердим покриттям у місті Атланта, США з 1 серпня. Належав до категорії ATP World Tour 250. Був турніром серії Atlanta Open 2016 року.

## Фінальна частина

### Одиночний розряд
Нік Киріос —  Джон Ізнер 7–6(7–3), 7–6(7–4)

### Парний розряд
Андрес Мольтені /  Орасіо Себальйос —  Юган Брунстрем /  Андреас Сільєстрем 7–6(7–2), 6–4